# كاثلين تود
كاثلين تود (بالإنجليزية: Kathleen Todd)‏ هي طبيبة نفسية نيوزيلندية، ولدت في 19 نوفمبر 1898 في Heriot, New Zealand ‏ في نيوزيلندا، وتوفيت في 21 مارس 1968 في ويلينغتون في نيوزيلندا.